# Dongbaek (eiland)

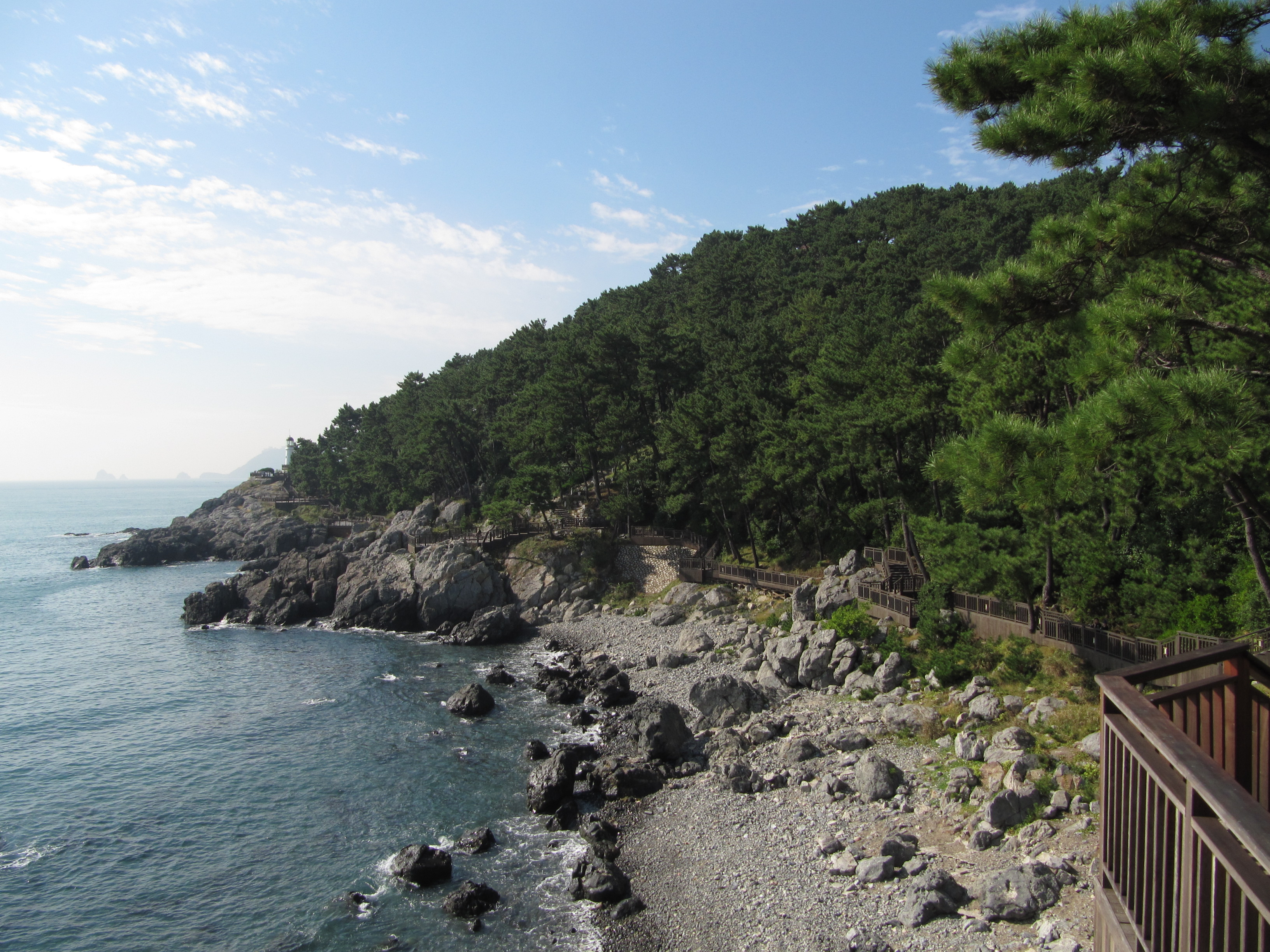
Kust van Dongbaek

Dongbaek is een voormalig eiland aan de kust van de Zuid-Koreaanse stad Busan, in het stadsdeel Haeundae-gu. Door zandaanwinst ontstond in de loop van de tijd een natuurlijke brug met het vasteland.
Op de top staat een bronzen beeld van Choi Chi-won. Een beeld van een zeemeermin staat aan de oostelijke rotskust. Verder is er een vuurtoren en het APEC-huis op het schiereiland gelegen.